# Mucropetraliella ovifera
Mucropetraliella ovifera is een mosdiertjessoort uit de familie van de Petraliellidae. De wetenschappelijke naam van de soort is voor het eerst geldig gepubliceerd in 1913 door Maplestone.